# 1968년 볼티모어 폭동
1968년 볼티모어 폭동(영어: Baltimore riot of 1968)은 1958년 4월 4일 마틴 루터 킹 주니어 목사의 피살 이후 4월 14일까지 미국 메릴랜드주 볼티모어에서 아프리카계 미국인들이 벌였던 시위를 가리킨다. 한 주 동안 총 6명의 사망자, 700명의 부상자를 낳았으며, 1,000여 개의 상점이 재산 상의 피해를 입었다. 보고된 방화 사례만 1,200건, 체포된 사람은 5,500명에 달했다. 피해액은 당시 기준 1,350만 달러에 달했으며, 이를 2015년 기준으로 환산하면 약 7,900만 달러이다.
킹 목사의 피살 이후 볼티모어를 비롯하여 미 전역 약 125개 도시에서 아프리카계 미국인들이 시위를 벌였으며, 이 중 가장 폭력적인 양상을 띤 곳 중 한 곳이 볼티모어였다. 미 전역에 걸친 소요 사태로 인해 최소 46명의 사망자, 2,600명의 부상자가 발생한 것으로 집계된다. 당시 린든 B. 존슨 대통령은 시위를 진압하기 위해 미국 육군 제82공수사단을 파견했다.

## 같이 보기
- 2015년 볼티모어 폭동